# Eugnesia parallelaria
Eugnesia parallelaria là một loài bướm đêm trong họ Geometridae.